# Beslán Chaguiyev
Beslán Chaguiyev –en ruso, Беслан Чагиев– (24 de marzo de 1968–Grozny, 15 de mayo de 2009) fue un deportista ruso que compitió en lucha grecorromana. Ganó una medalla de oro en el Campeonato Europeo de Lucha de 1993, en la categoría de 74 kg.

## Palmarés internacional
| Campeonato Europeo | Campeonato Europeo | Campeonato Europeo | Campeonato Europeo |
| Año                | Lugar              | Medalla            | Categoría          |
| ------------------ | ------------------ | ------------------ | ------------------ |
| 1993               | Estambul (Turquía) | Medalla de oro     | 74 kg              |